# Zearaja maugeana
Zearaja maugeana är en rockeart som beskrevs av Last och Gledhill 2007. Zearaja maugeana ingår i släktet Zearaja och familjen egentliga rockor. IUCN kategoriserar arten globalt som starkt hotad. Inga underarter finns listade i Catalogue of Life.